# Solomon Schechter
Solomon Schechter, född 7 december 1847 i rumänska Moldavien, död 1915, var en rabbin. 
Solomon Schechter var en tidig frontfigur inom den konservativa inriktningen i judendomen och var rektor för Jewish Theological Seminary of America där den konservativa inriktningen idag utbildar sina rabbiner. Schechter kom ursprungligen från en ortodox miljö, men tog senare i livet ställning för en mer sekulär uppfattning av religion och studerade i Wien de judiska urkunderna, däribland Talmud för en modernt sinnad rabbin. Schechter hade en akademisk karriär och undervisade i judendom universitetet i Cambridge. Hans största akademiska genombrott kom 1896 när han fick möjlighet att undersöka tusentals antika manuskript på hebreiska vilka återfanns i Kairo (Kairo Geniza).